# Смакула Олександр Теодорович
Олекса́ндр Теодо́рович Смаку́ла (9 вересня 1900, село Доброводи, нині Збаразький район — 17 травня 1983, Оберн, США) — український фізик, відомий передусім як винахідник антирефлексійного покриття лінз, фундатор квантової органічної хімії. Із 1964 — директор лабораторії фізики монокристалів у Массачусетському інституті технологій, згодом — повний професор цього найвизначнішого у світі технологічного інституту (єдиний з українців); дійсний член НТШ (1930).

## Біографія
Народився український вчений 1900 року в селі Доброводи неподалік від Збаража, нині Тернопільщина, Україна (тоді Збаразький повіт, Королівство Галичини та Володимирії, Австро-Угорщина) в селянській родині.
Закінчив початкову школу у своєму рідному селі, вчився в Збаразькій, а пізніше — Тернопільській українській класичній гімназії, яку закінчив у 1922 році. Під час навчання в Тернопільській гімназії професор математики і фізики Мирон Зарицький став опікуном випускного гімназійного класу Смакули. Саме він порадив юнакові продовжити студії у Ґетінґенському університеті — відомому європейському науковому центрі Німеччини. Уже в юнацькі роки Олександр виявив успадковану від батьків любов до рідного краю і до його історичного минулого. Війна 1914 р. та події 1918 р. спонукали його до безпосередньої участі у встановленні національної влади у Доброводах. Як свідомий юнак-гімназист, Олександр Смакула вступив до лав Української Галицької армії.
1927 р. Олександр здобув науковий ступінь доктора філософії, успішно склавши іспит, та став працювати асистентом у фізичному інституті під керівництвом професора Роберта Поля. Олександр Смакула мав добру наукову перспективу в Німеччині, та все-таки прагнув повернутися на рідну землю. 1928 року він, на запрошення колишнього вчителя і земляка професора А. Музички, приїхав до Одеси працювати в університеті. Проте, беручи до уваги винятково тяжкі часи для України й особисто для О. Смакули, професор Поль відкликав його до Німеччини. І вже 1930 року молодий учений почав працювати у Гайдельберзі в Інституті медичних досліджень керівником оптичної лабораторії, а з 1934 р. — керівником дослідної лабораторії всесвітньо відомої фірми Карла Цайса в Єні.
У 1935 році О. Смакула робить відкриття, на яке отримав перший у світі патент, — спосіб поліпшення оптичних приладів, що отримав назву «просвітлення оптики». Суть відкриття в тому, що поверхню скляної лінзи покривають спеціальним шаром певного матеріалу, що значно зменшує відбиття світла від поверхні лінзи й одночасно збільшує контрастність зображення. Оскільки оптичні лінзи є основним елементом різних приладів — фотоапаратів, мікроскопів, телескопів, перископів, стереотруб, біноклів, різних оптичних пристроїв до стрілецької зброї тощо,— це відкриття стало великим здобутком, яким користується все людство до сьогодні, як на Землі, так і в космосі для фотографування Землі та інших планет.
Важкою була доля ученого у період Другої світової війни; в той час також помирає його син. А наприкінці війни американська окупаційна влада вивезла ученого разом з іншими видатними фізиками й інженерами до США, де його змусили працювати у військовому форті-лабораторії (штат Вірджинія) на потреби військово-промислового комплексу, досліджуючи матеріали для інфрачервоної техніки.
1951 р. українського вченого запросили на посаду професора Массачусетського технологічного інституту (МІТ), при якому згодом він заснував і очолив лабораторію фізики кристалів. Цей науковий заклад вважається найкращою вищою технічною науковою інституцією в Америці. У той час в цьому інституті працювало багато знаних світових учених: творець кібернетики Вінер, засновник математичної теорії пересилання інформації К. Шеннон, фахівці з теорії інформації Д. Віснер і квантової механіки Д. Слейтер та багато інших. Серед цієї наукової еліти професора О. Смакулу вважали одним з найкращих. Він здобув пошану за енциклопедичні знання з різних технічних ділянок науки, зареєстрував багато патентів, написав чимало наукових праць.

## Діяльність у діаспорі
Попри те, що Олександр Смакула був далеко від батьківщини, він завжди залишався патріотом України, підтримував тісні зв'язки з українцями американської діаспори, був дійсним членом наукового товариства Тараса Шевченка, почесним членом товариства українських інженерів Америки та інших наукових товариств. Він багато допомагав своїм землякам-науковцям. Протягом довгих років життя за кордоном учений мріяв побачити Україну.
У 1972 р. він взяв участь у Міжнародній конференції з кристалографії, що відбулася у Вірменії, після якої йому дозволили відвідати рідних на батьківщині. Це були перші й останні після Другої світової війни відвідини ним України, рідного села Доброводи, Тернополя і Києва.
Олександр Смакула помер 17 травня 1983 року у місті Оберн (США), де його і поховали.

## Доробок
Програмовані, тонкоплівкові технології, гетеролазери, надчисті («космічні») кристали, однокристальні мікропроцесори, радіаційна фізика твердотільних матеріалів, модерна сенсорика — доробок фізика-професора Олександра Смакули.
Олександр Смакула блискуче освоїв основи квантової механіки, яка тільки-но створювалася, і застосував їх для розв'язання механізмів взаємодії електромагнітного випромінювання з кристалом. Він також використав поняття квантових осциляторів для опису та пояснення радіаційного забарвлення кристалів, вивів кількісне математичне співвідношення, відоме як формула Смакули.
Олександр Смакула увійшов в історію науки як один з найвидатніших українських фізиків XX століття. Він є гордістю не лише українського народу, а й світової науки. Понад 40 років свого життя Олександр Смакула віддав науці за межами України. «Але своєї Батьківщини не забув і повік не забуду», — писав він у 1964 році.
Смакула винайшов і запровадив оригінальні технології вирощування, очищення й дослідження кристалів, дослідив неоднорідності у мішаних кристалах та дефектах германію й кисню в монокристалах кремнію, вплив пластичної деформації кристалу на його оптичну орієнтацію, дослідив зміни властивостей кристалів за умов впливу радіації та присутності дефектів.
Олександр Смакула досліджував також органічні кристали, що згодом дало змогу синтезувати вітаміни А, В2 та D. Долучився до розвитку квантової теорії, мав чимало ґрунтовних ідей про багаторівневість структури навчального процесу у вищих школах, про гуманізацію й екологізацію освіти, про наукову термінологію, про гармонію фундаментальних і прикладних досліджень, теорії й експерименту.

### Праці
Смакула — автор понад 100 наукових праць.
Професор О. Смакула написав фундаментальну монографію «Монокристали: вирощування, виготовлення і застосування», яка вийшла у 1962 р.

## Увічнення пам'яті
Науковці-земляки пам'ятають про свого видатного краянина. Навесні 1996 року було засновано Тернопільський обласний Фонд Олександра Смакули, який має за мету пошук і повернення до активного наукового й культурного обігу спадщини О. Смакули та інших українських учених.
1992 р. НТШ у Львові проведено перший міжнародний Смакулів симпозіум, у 2000 р. — другий. До 100-річного ювілею видано перший том «Наукових праць» О. Смакули. До цієї дати випущено художній конверт «Олександр Смакула», встановлено величний пам'ятник ученому в селі Доброводи, відкрито його меморіальний музей у природничому ліцеї імені Олександра Смакули в рідному селі.
Рішенням XXX сесії Генеральної конференції ЮНЕСКО 2000 рік проголошено роком Олександра Смакули.